# 拉沙佩勒苏埃夫
拉沙佩勒苏埃夫（法語：La Chapelle-Souëf，法語發音：[la ʃapɛl swɛf] ⓘ）是法国奥恩省的一个市镇，属于莫尔塔涅欧佩什区。

## 地理
拉沙佩勒苏埃夫（48°19'24"N, 0°35'45"E）面积11.13 平方千米，位于法国诺曼底大区奧恩省，该省份为法国西北部内陆省份，北起顺时针与卡爾瓦多斯省、厄尔省、厄尔-卢瓦省、萨尔特省、马耶讷省和芒什省接壤。
与拉沙佩勒苏埃夫接壤的市镇（或旧市镇、城区）包括：阿珀奈苏贝莱姆、达姆玛丽、伊热、圣西尔拉罗西耶尔、库德尔河畔圣日耳曼、瓦勒欧佩什。

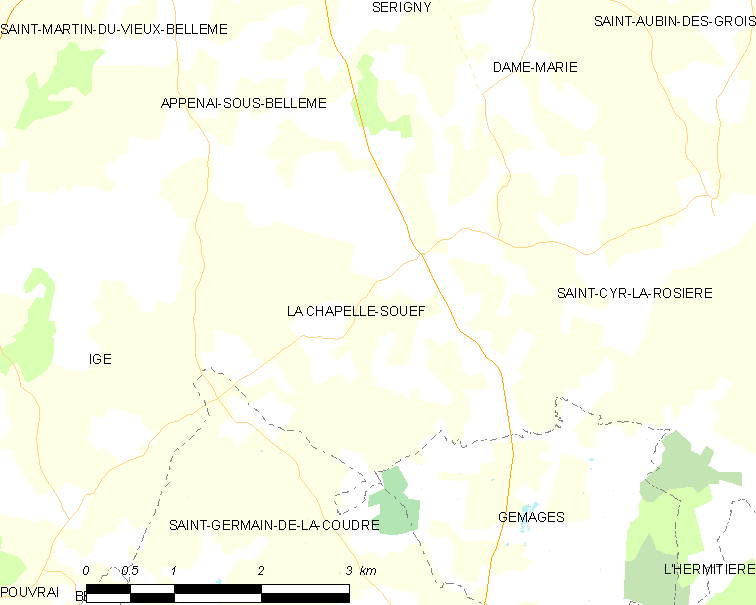
拉沙佩勒苏埃夫的OSM定位图

拉沙佩勒苏埃夫的时区为UTC+01:00、UTC+02:00（夏令时）。

## 行政
拉沙佩勒苏埃夫的邮政编码为61130，INSEE市镇编码为61099。

## 政治
拉沙佩勒苏埃夫所属的省级选区为瑟通县。

## 人口

1962-2008年间拉沙佩勒苏埃夫人口变化图示

拉沙佩勒苏埃夫于2022年1月1日时的人口数量为245人。